# Jami
Jami е междуплатформено чат приложение с отворен код, базирано на протокола SIP. Собственост на канадската компания Savoir-faire Linux Inc.

## Описание
Jami работи на принципа „равен към равен“, което означава, че мрежата е децентрализирана. Предлага възможност за текстово общуване, видеоразговори, споделяне на файлове, представяне на екран и други. Всички разговори са криптирани, което гарантира поверителността на потребителите.
Част е от проекта GNU.